# 平山耕三
平山 耕三（ひらやま こうぞう、1962年〈昭和37年〉9月9日 - ）は、日本の政治家。高知県南国市長（3期）。

## 来歴
高知県南国市小籠生まれ。南国市立長岡小学校、土佐中学校、土佐高等学校卒業。1986年（昭和61年）3月、成城大学文芸学部卒業。同年4月、南国市役所に入庁。2013年（平成25年）、財政課長に就任。2015年（平成27年）7月、副市長に就任。
2017年（平成29年）6月19日、南国市長の橋詰壽人が健康上の理由から6月30日付で辞職することを表明。これを受けて平山は同年6月30日に副市長を辞職し、7月30日告示・8月6日投票の市長選挙に立候補、無投票で初当選した。
2021年（令和3年）7月18日投開票の市長選挙で元市議を破り再選した。
2025年（令和7年）7月13日に告示された市長選挙では無投票で3選した。

## 市政

### DHCとの協定解消
橋詰市長時代の2017年（平成29年）2月21日、南国市はDHCと包括連携協定を締結した。平山の市長就任後の同年9月27日、災害発生時に市民の健康維持のため同社のサプリメントを有料で南国市が購入することを定めた覚書が交わされた。
その後、DHCは2020年（令和2年）11月、吉田嘉明会長名で在日韓国・朝鮮人に対する差別、蔑視発言を同社の公式ウェブサイトに掲載。
2021年（令和3年）の3月議会で平山は「会社の公式ホームページに国籍、人種、民族差別を助長するような文章を公然と掲載したことは非常に残念だ。あってはならない。削除を申し入れ、削除されない、また削除されても再度このような発言が掲載されるようなことがあれば、協定解消も考える」と答弁。同年4月9日、DHCはさらに吉田の差別発言を掲載。吉田は「NHKは幹部・アナウンサー・社員のほとんどがコリアン系」「NHKは日本の敵」と述べた。4月中旬、南国市は同社に問題の文章を削除するよう要請。DHC社側から「削除しない」という回答があったことから、4月中に解消を通知した。
その他
高知県立山田高等学校の南国市在住の生徒グループが、「市長へのまちづくりアイデア提言」事業において、「17歳のオスでマイルドな土佐弁を話す」キャラクター「シャモ番長」を平山に提言。考案者は同校1年生の女生徒。平山は「シャモ番長」を市のPRキャラクターに決定し、県内在住のイラストレーターに作画を依頼し、2021年（令和3年）1月7日に一般公開した。